# Euskal Irrati Telebista
El Ente Público Euskal Irrati Telebista-Radio Televisión Vasca, más comúnmente denominado Euskal Irrati Telebista, el "Ente" o por sus siglas  EITB (en español: Radio Televisión Vasca) es un ente público de derecho privado, dependiente del Departamento de Cultura del Gobierno Vasco y, legislativamente, del Parlamento Vasco. Junto con EITB Media S.A.U., empresa que realiza la producción y emisión de las cadenas de radio, televisión e Internet, forma el grupo de comunicación público de la comunidad autónoma del País Vasco en España.

## Historia
Su creación emana del artículo 19 del Estatuto de Gernika y tiene como una de sus finalidades principales el uso normalizado de la lengua vasca. El 20 de mayo de 1982, el Parlamento Vasco aprobó por unanimidad la Ley de creación de Euskal Irrati Telebista y dando sustento a la creación del  grupo de radio y televisión pública del País Vasco. La sede inicial de Euskal Irrati Telebista fue ubicada en el municipio vizcaíno de Yurreta, cuando esta anteiglesia estaba anexionada a la villa de Durango. Desde el verano de 2007 tiene su sede en la calle Paseo de Capuchinos de Bilbao, la capital vizcaína.
Inicialmente, era la accionista única de las empresas que conformaban el grupo de comunicación; Euskal Telebista-Televisión Vasca, S. A. (ETB) que se encargaba de la producción y emisión de televisión; públicas Eusko Irratia-Radiodifusión Vasca S. A., Radio Vitoria, S. A., dedicadas a la producción y difusión de radio y Eitbnet, S. A., dedicada la producción y difusión en Internet, hasta que en 2020 se disolvieron Eusko Irratia-Radiodifusión Vasca S. A., Radio Vitoria, S. A. y Eitbnet, S. A. e integraron en Euskal Telebista-Televisión Vasca, S. A. pasando esta a denominarse EITB Media S.A.U. El Ente Público Euskal Irrati Telebista-Radio Televisión Vasca y EITB Media S.A.U. constituyen el grupo de comunicación público de la comunidad autónoma del País Vasco.

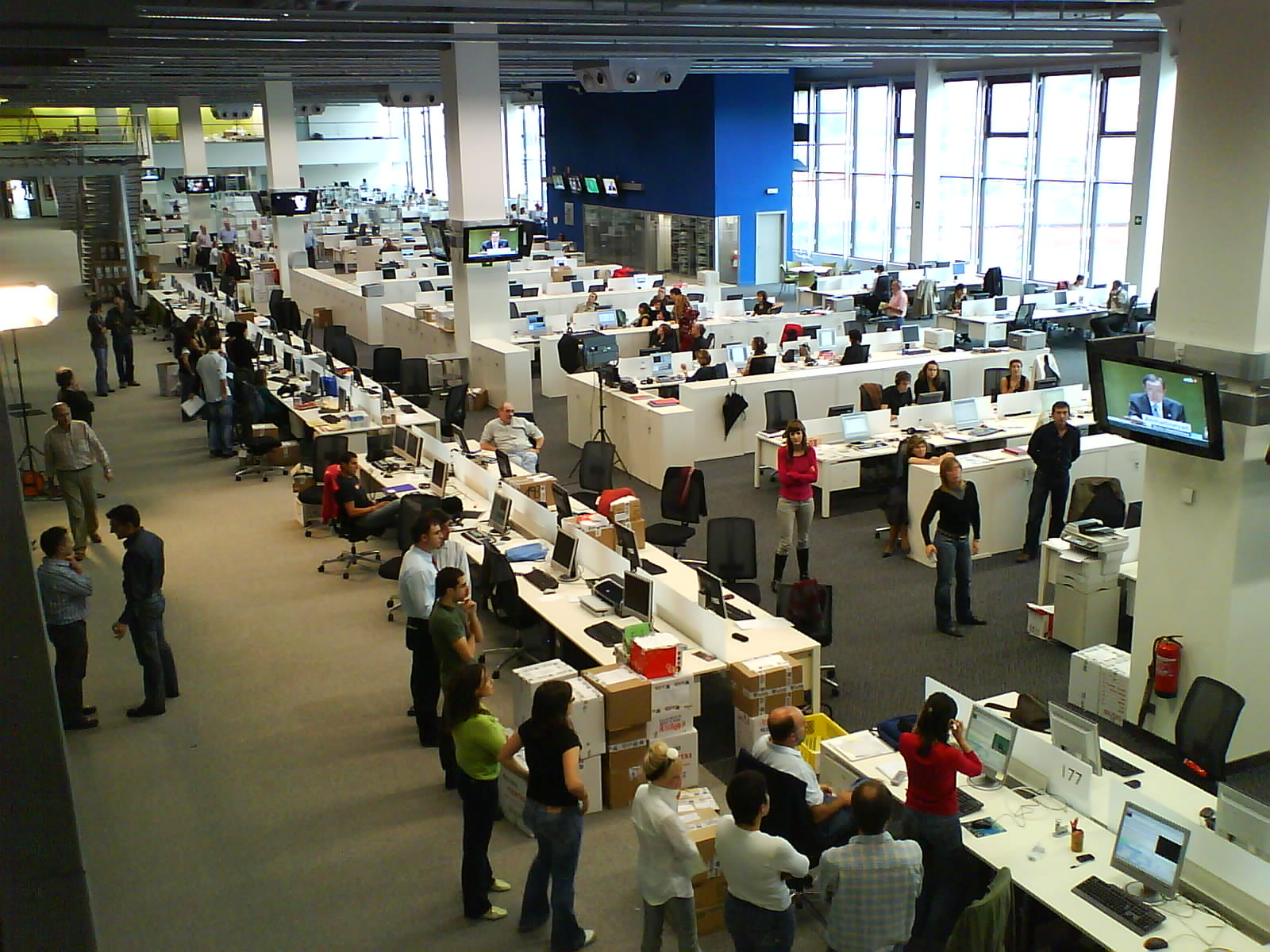
Redacción de EITB Media en la sede de Bilbao.

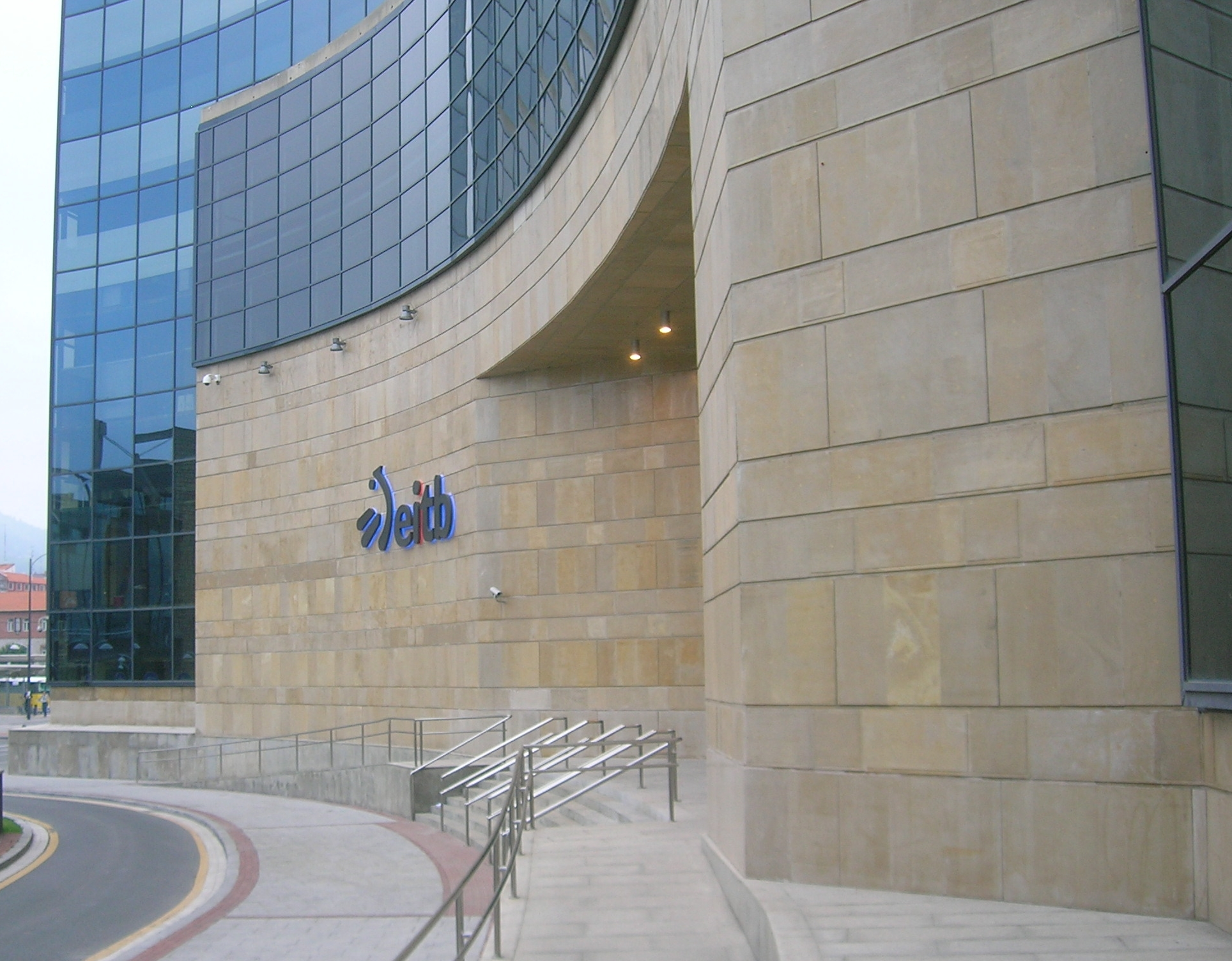
Entrada de la sede central en Bilbao.

Desde 2007 la sede de EITB en Bilbao (Vizcaya) es un complejo donde se asienta EITB Media, empresa perteneciente al Grupo. Se ubica en el edificio Bami de las antiguas instalaciones de la Feria de Muestras de Bilbao, concretamente en los pabellones feriales 7 y 8. De los más de 31.000 m² de los que se disponían, con alturas de 12 y 9 m respectivamente, se han utilizado una cantidad similar pero construyendo, en algunos sitios, entreplantas. Permitiendo de este modo que haya una superficie destinada a futuras ampliaciones y servicios considerable.
En el diseño se buscaron ambientes diáfanos, con muros de cristal transparentes y grandes superficies libres acomodadas al lado de grandes ventanales. La sala de "redacción de contenidos", donde se ubica la mayoría del personal que trabaja en EITB Media, tiene una superficie de 3.000 m² con una altura de 9 m, una longitud aproximada de 100 m y una anchura de 30 m. Tiene capacidad para que trabajen simultáneamente más de 300 personas, lo que hace de su redacción la más grande de España.
Anteriormente, desde su creación, la sede de Euskal Irrati Telebista se ubicó junto a la de Euskal Telebista en la población vizcaína de Yurreta, cuando esta anteiglesia estaba anexionada a Durango. El centro se construyó en terrenos adquiridos para ello por la Diputación Foral de Vizcaya que fueron cedidos al gobierno vasco para este propósito. La ubicación de las instalaciones, a pies del monte Oiz, desde cuya cumbre se divisan las principales cumbres del País Vasco, y equidistante de las tres capitales de la comunidad autónoma (San Sebastián, Bilbao y Vitoria) fue decidida por su idoneidad, tanto técnica en cuanto a la estructura de la red de distribución de la señal de televisión, como por el acceso a los puntos de interés del país así como, es estar relativamente cercana a las zonas de residencia de los trabajadores que por sus características procedían de todas las zonas del país.

## Sociedades dependientes y actividades del grupo

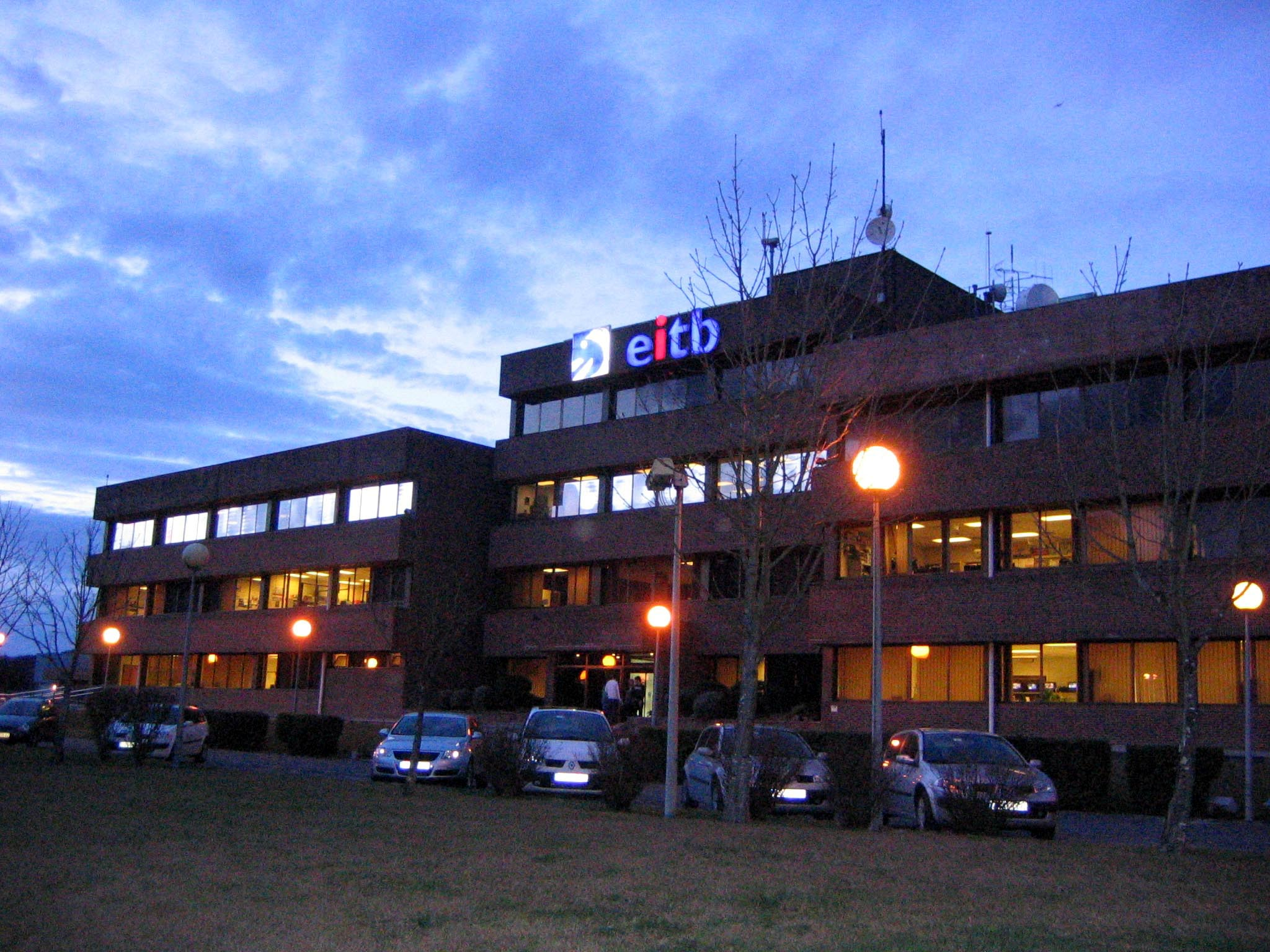
Antigua sede de EiTB en Yurreta.

Desde la fundación del grupo junto a EITB formaban el grupo de comunicación pública las empresas de producción y emisión de radio, televisión e Internet que tenían la figura jurídica de sociedades anónimas. El 14 de julio de 2020, el Gobierno Vasco aprobó un cambio de la estructura societaria del grupo Euskal Irrati Telebista en la que se mantiene el Ente Público EITB y se fusionan todas las demás empresas (Eusko Irratia, Radio Vitoria, Euskal Telebista y Eitbnet), en una única sociedad que pasa a denominarse EITB Media que adoptó la figura jurídica de sociedad anónima pública. Los trámites burocráticos quedaron completados en noviembre de ese mismo año y la escrituración de las nuevas empresas se hizo en el Registro Mercantil con efectos retroactivos al 1 de enero de 2020.
Euskal Telebista fue la sociedad en la que convergieron las demás empresas para la creación de la nueva al ser la sociedad que más volumen de trabajadores, activos y contratos tenía a esa fecha, según los responsables. De esta forma se simplificaba el planteamiento de la fusión de las tres empresas a efectos de la adaptación jurídica de la estructura societaria. La justificación dada fue la de la mejora de la eficiencia del grupo.

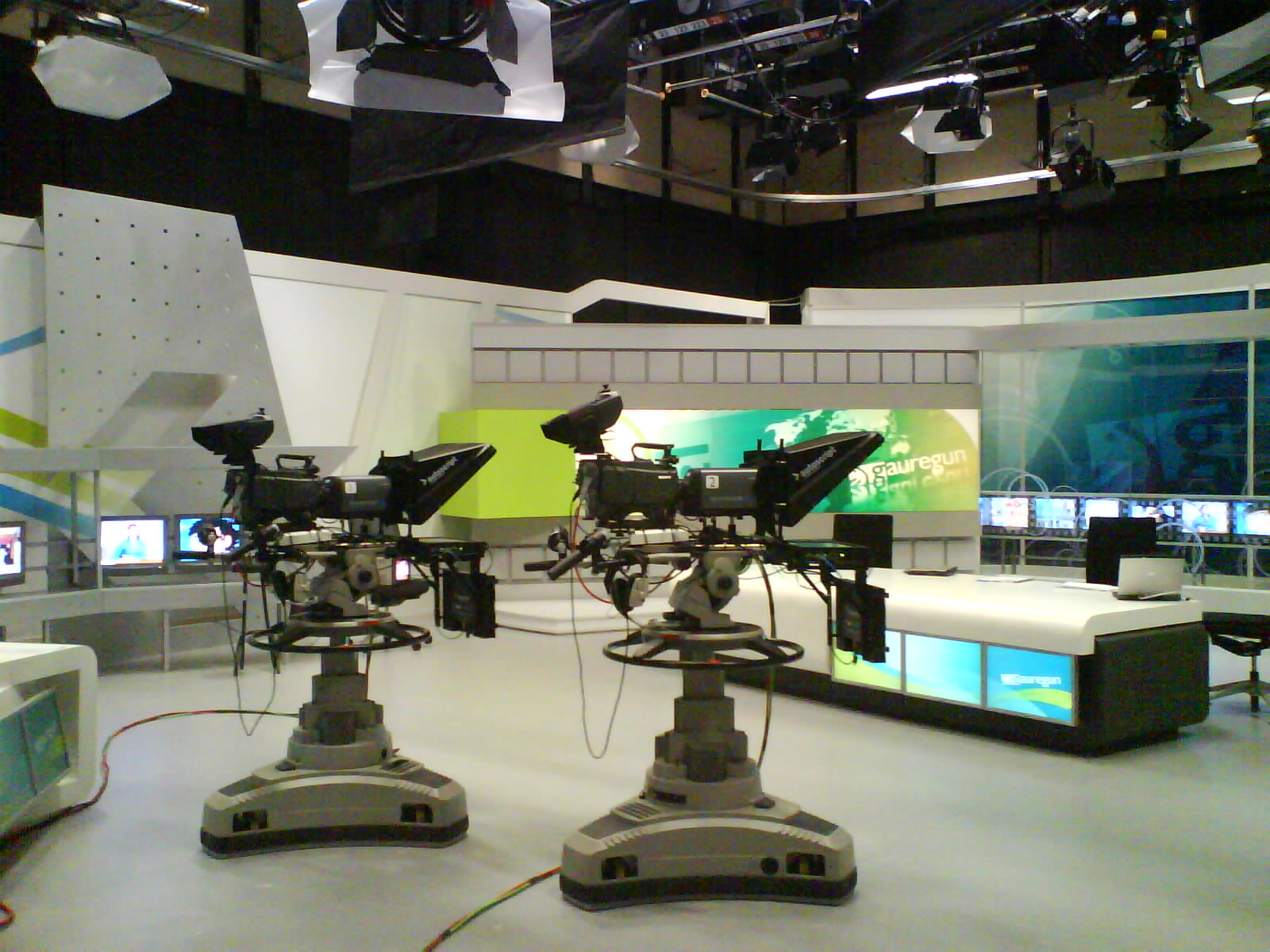
Plató del Estudio 1 de televisión de EITB (año 2007) en la sede actual de Bilbao.

Las actividades de EITB Media son las siguientes:

### Radio
EITB Media tiene instalaciones en Bilbao, junto al resto de servicios del grupo, San Sebastián, en la sede de Miramón, y en Vitoria.
En la sede bilbaína hay ocho estudios de radio que ocupan una superficie de 400 m². Uno de ellos con 50 m², permite la realización de programas con público. Las instalaciones se completan con cuatro cabinas de grabación, hemeroteca, fonoteca y archivo.
Hasta el 1 de enero de 2020, Eusko Irratia (EI) y Radio Vitoria (RV) eran las empresas dedicadas a la emisión y producción de programas de radio del grupo.

#### Cadenas de radio
EITB Media cuenta con cinco redes que abarcan el territorio vasco y navarro, conocidas globalmente como EITB Media Radio (EITB Media Irratia en euskera): 
| Logo | Emisora | Inicio de transmisiones  |
| ---- | --- | ------------------------ |
|      | Euskadi Irratia Radio convencional en euskera, con sede en San Sebastián. (Generalista en euskera)                                                           | 23 de noviembre de 1982  |
|      | Radio Euskadi Radio convencional en castellano, con sede en Bilbao. (Generalista en español)                                                                 | 31 de marzo de 1983      |
|      | EITB Musika Radio bilingüe especializada en música y cultura con sede en San Sebastián.                                                                      | 1 de junio de 2001       |
|      | Gaztea Significa "joven" en euskera. Radiofórmula musical en euskera, con sede en San Sebastián.                                                             | 21 de marzo de 1990      |
|      | Radio Vitoria Radio convencional principalmente en castellano. Se circunscribe a la provincia de Álava, aunque puede seguirse por TDT en todo el País Vasco. | 30 de septiembre de 1934 |
|      | EITB Euskal Kantak Radiofórmula musical en euskera. Se sigue exclusivamente en línea y por TDT.                                                              | 5 de diciembre de 2019   |

Televisión
La empresa Euskal Telebista-Televisión Vasca, S. A. que inicialmente daba el servicio de producción y emisión de televisión, pasó el 1 de enero de 2020 a integrar, tras la disolución de estas, a las empresas de radio e Internet y recibió la denominación de EITB Media S.A.U. 
EITB Media tiene la sede en el centro de Bilbao, donde también se ubica la sección de emisión y producción de informativos, que consta de 3 estudios, dos con unos platós de aproximadamente 275 m² (para los informativos) y otro de 350 m² para otro tipo de programas (todavía sin equipación técnica), un set con dos cámaras en redacción y una sala multiuso denominada "Multibox". Tiene realizadas las reformas necesarias para la futura construcción de un cuarto estudio con un plató de 1000 m². Consta además, de salas de postproducción y grafismo, garajes para las unidades móviles, servicios auxiliares de plató y técnicos, así como el área de emisión, continuidad, de donde emiten 6 cadenas propias. El  centro de producción de programas se encuentra en el barrio donostiarra de Miramón y cuenta con dos estudios de 800 m², uno de 300 m², otros dos con pequeños platós de 100 m² y un estudio especial para ficción de 1.200 m² , así como varias salas de postproducción y grafismo.

#### Cadenas de televisión
En televisión, EITB Media agrupa para la emisión dentro del territorio vasco dos canales generalistas y dos temáticos. Todas las cadenas se pueden ver por TDT en el País Vasco, Navarra (excepto ETB4 y ETB3 en algunas zonas) y Pirineos Atlánticos plataformas de satélite o cable. Los servicios son:
| Logo | Canal                                                                       | Inicio de transmisiones |
| ---- | --------------------------------------------------------------------------- | ----------------------- |
|      | ETB1 Canal generalista en euskera.                                          | 31 de diciembre de 1982 |
|      | ETB2 Canal generalista en español. Cuenta con una desconexión para Navarra. | 31 de mayo de 1986      |
|      | ETB3 Canal infantil y juvenil en euskera.                                   | 10 de octubre de 2008   |
|      | ETB4 Canal de entretenimiento en euskera y español.                         | 29 de octubre de 2014   |

#### Televisión internacional
Los contenidos televisivos originales de EITB Media están disponibles, además de a través de Internet, mediante un canal específico disponible en diversas plataformas de pago en España, el resto de Europa y América.
| Logo | Canal                                                  | Inicio de transmisiones |
| ---- | ------------------------------------------------------ | --- |
|      | ETB Basque Canal generalista de emisión internacional. | 3 de junio de 1996 como ETB Sat. 1 de marzo de 2001 como Canal Vasco en América. 1 de enero de 2021 como EITB Basque. 1 de enero de 2022 como ETB Basque |

#### Antiguas señales
| Canal         | Nombre              | Temática                                             | Primera emisión          | Última emisión           | Notas |
| ------------- | ------------------- | ---------------------------------------------------- | ------------------------ | ------------------------ | --- |
| ETB Sat       | ETB Sat             | Emisión de EITB para Europa.                         | 16 de octubre de 1998    | 1 de mayo de 2013        | Emisión en castellano (70%) y euskera (30%). En un primer momento, reagrupaba en un mismo canal los mejores programas de ETB1 y ETB2 para América a través de Hispasat, y para el resto de España a través de Vía Digital. En marzo de 2001 se desdobló: se creó el Canal Vasco para América, y ETB Sat pasó a emitir únicamente para el resto del estado a través de Vía Digital. En abril de 2001, el canal comenzó a emitir en abierto para el resto de Europa a través de Astra, y se llamó Euskadi TV en los operadores del resto de España. En 2013 fue reunificado con Canal Vasco para crear ETB Sat/Canal Vasco. |
|               | Canal Vasco         | Canal para América en castellano.                    | marzo de 2001            | 1 de mayo de 2013        | Nació como desdoblamiento para América de ETB Sat, que emitía hasta entonces para América y España. Emitía en castellano, aunque una pequeña parte de su programación se emitía en euskera con subtítulos en castellano. Emitió en TDT desde 2002 hasta 2008, cuando fue sustituido por ETB3. En 2013 fue reunificado con ETB Sat para crear ETB Sat/Canal Vasco. |
| ETB K/Sat     | ETB K / Sat         | Deportes.                                            | 5 de septiembre de 2011  | 29 de octubre de 2014    | Canal que sustituyó a ETB Sat/Euskadi TV en TDT, y que mezclaba contenidos deportivos de ETB1, ETB2 y ETB Sat. Fue sustituido por ETB4. |
| ETB HD        | ETB HD              | Generalista en alta definición.                      | 7 de abril de 2014       | 15 de enero de 2017      | Canal exclusivo de Euskaltel que mezclaba contenidos de ETB1 y ETB2 en alta definición. Fue sustituido por ETB 1 HD, que había comenzado sus emisiones en TDT unos días antes. |
|               | Euskal Telebista    | Canal en euskera y castellano para Europa.           | 3 de junio de 1996       | 16 de octubre de 1998    | Canal que mezclaba contenidos de ETB1 y ETB2. Emitía indistintamente en euskera (sin subtítulos) y castellano para Europa a través del satélite Astra y, posteriormente, a través de Vía Digital. En América emitía Galeusca TV. Fue sustituido en sus funciones por ETB SAT hasta su desdoblación y la creación del Canal Vasco en 2001. |
| Euskadi TV    | Euskadi TV          | Emisión de EITB para España.                         | abril de 2001            | 1 de mayo de 2013        | Emitía para los operadores españoles el mismo contenido que ETB Sat, que emitía en euskera y castellano. El canal se llamaba Euskadi TV en los operadores españoles desde que ETB Sat empezó a emitir a través del satélite Astra para Europa en abril de 2001. Entonces cesó su emisión en Vía Digital, y empezó a emitir a través de Canal Satélite Digital. Emitió en TDT desde 2002 hasta 2011, cuando fue sustituido por ETB K / Sat. A partir de 2013, en España se emitió la señal de ETB Sat/Canal Vasco. |
|               | ETB Sat/Canal Vasco | Emisión internacional de EITB.                       | 1 de mayo de 2013        | 1 de enero de 2021       | Reunificación de las señales de ETB Sat y de Canal Vasco. Fue sustituido por ETB Basque. |
| Betizu Kanala | Betizu Kanala       | Canal infantil.                                      | septiembre de 2003       | 15 de diciembre de 2010  | Canal infantil gestionado por ETB y el grupo alemán Bertelsmann. Emitía exclusivamente en euskera y solo estaba disponible en Euskaltel. Sustituyó a Super Bat Telebista en 2003, aunque el programa Betizu ya se emitía desde octubre de 2000 en ETB1. Fue sustituido por ETB 3+2. |
| Betizu+2      | Betizu+2 Kanala     | Canal infantil con dos horas de diferencia.          | diciembre de 2008        | 15 de diciembre de 2010  | Emisión de Betizu Kanala con dos horas de diferencia. Solo estaba disponible a través de Euskaltel. |
|               | Super Bat Telebista | Canal infantil.                                      | mayo de 1999             | septiembre de 2003       | Canal infantil que emitía exclusivamente en euskera y solo estaba disponible en Euskaltel. ETB perdía dinero con este canal y por ello, fue sustituido por Betizu Kanala en 2003, aunque el programa Betizu ya se emitía desde 2001 en ETB1. |
| ETB 3+2       | ETB 3+2             | Canal infantil con dos horas de diferencia           | 15 de diciembre de 2010  | septiembre de 2011       | Emisión de ETB3 con dos horas de diferencia. Sustituyó a Betizu Kanala. Solo estaba disponible a través de Euskaltel. |
|               | Galeusca TV         | Emisión de programas de ETB, TVG y TV3 para América. | 31 de diciembre de 1996  | 30 de septiembre de 1998 | Emisión internacional para América de ETB, TV3 y TVG en castellano, euskera, catalán y gallego. |
|               | Telenoticias        | Noticias de la FORTA.                                | 15 de septiembre de 1997 | 31 de julio de 1998      | Canal de noticias de los canales de la FORTA, constituida, en aquel momento, por ETB, TV3, TVG, Telemadrid, Canal Sur y Canal 9. |
| Canal Promo   | Canal Promo         | Promoción de programas de Euskaltel y ETB.           | mayo de 1999             |                          | Canal creado para Euskaltel en donde se promocionan programas de ETB y la plataforma de pago. |
|               | Mirador             | Cine y fútbol                                        | 19 de mayo de 2000       | 12 de enero de 2015      | Servicio de pago por visión que emitía cine de estrenos, cine para adultos partidos de fútbol en varias plataformas con la colaboración de ETB y Euskaltel. |

### Prensa digital multimedia
Creación y mantenimiento de las apps del grupo ("EITB Albisteak" y "EITB Nahieran", entre otras) y sus contenidos, así como de los sitios web del mismo, muy en especial de "EITB.eus".
Hasta el 1 de enero de 2020, EITBNET era la empresa dedicada a la difusión de contenidos en línea para Internet del Grupo EITB. Estaba ubicada en un primer momento en el Parque Tecnológico de Zamudio, fue creada en 2004, cuando se optó por enfocar definitivamente la web del grupo de comunicación a fines periodísticos, y no solo corporativos (como venía siendo el eje hasta el momento)

## Dirección

### Consejo de Administración
| Nombre y apellidos                | Propuesto por                                |
| --------------------------------- | -------------------------------------------- |
| Manuel Allende Arias              | PNV                                          |
| Iñigo Iturrate Ibarra             | PNV                                          |
| Imanol Lasa Zeberio               | PNV                                          |
| Juan Bautista Mendizabal Juaristi | PNV                                          |
| Garbiñe Mendizabal Mendizabal     | PNV                                          |
| Rakel Molina Pérez                | PNV                                          |
| Saioa Zubizarreta Elgezabal       | PNV                                          |
| Iker Merodio Urbaneja             | PNV                                          |
| Pazis García Ortega               | EH Bildu                                     |
| Unai Urruzuno Urresti             | EH Bildu                                     |
| Arantza Gutiérrez Paz             | EH Bildu                                     |
| Miren Gallastegi Oyarzabal        | PSE-EE                                       |
| Óscar Torres Lavid                | PSE-EE                                       |
| Andeka Larrea Larrondo            | Podemos Euskadi                              |
| José Luis López García            | PP Vasco                                     |
| Fermín Munarriz Olloki            | LAB                                          |
| Nagore Uriarte Gallarreta         | Unión de Consumidores de Euskadi             |
| Adolfo Arejita Oñarte-Etxebarria  | Real Academia de la Lengua Vasca             |
| José Ignacio Zabaleta Urquiola    | Eusko Ikaskuntza-Sociedad de Estudios Vascos |

### Organigrama
| Directivo                      | Cargo                                                                        |
| ------------------------------ | ---------------------------------------------------------------------------- |
| Jon Andoni Aldekoa de la Torre | Director general                                                             |
| Servicios Corporativos         |                                                                              |
| Ibone Bengoetxea Otaolea       | Directora-gerente                                                            |
| Izarne Arrigain Azkona         | Directora de Recursos Humanos                                                |
| Fernando Canales Pinacho       | Director de Asesoría Jurídica                                                |
| Iñaki Regidor Mendiolea        | Director de Sistemas                                                         |
| Javier González Calvo          | Director económico-financiero                                                |
| EITB Media                     |                                                                              |
| Ainhoa Alustiza Kapanaga       | Directora de EITB Media                                                      |
| Jon Telletxea Aragón           | Subdirector de Transmedia y Proyectos                                        |
| Direcciones Transversales      |                                                                              |
| Arantza Ruiz Miguélez          | Directora de Informativos de EITB Media                                      |
| Maite Amundarain Barandiaran   | Directora de Informativos de ETB                                             |
| Joseba Urkiola Irulegi         | Director de Deportes de EITB Media                                           |
| Vanesa Fernández Guerra        | Directora de Cultura y Euskera de EITB Media                                 |
| José Luis Román Jiménez        | Director de Desarrollo de Negocio y Comercial de EITB Media                  |
| Miriam Anitua Aranzábal        | Directora de Operaciones y Producción de Informativos/Deportes de EITB Media |
| Unai Iparragirre Torres        | Director de ETB                                                              |
| Gorka García Peral             | Director de Programas y Artístico de ETB                                     |
| José Luis Blanco Rad           | Director de Programación de ETB                                              |
| Maite Etxeberria Fernández     | Directora de Producción de Programas de ETB                                  |
| Maite Goñi Eizmendi            | Directora de Audio y Digital                                                 |
| Gorka Etxebeste Arruabarrena   | Director de Euskadi Irratia y EITB Musika                                    |
| Jon Osa Bikandi                | Director de Radio Euskadi                                                    |
| Xabier Doncel Vicente          | Director de Gaztea                                                           |
| Igor Jainaga Irastorza         | Director de Tecnología y Explotación                                         |
| Estrategia y Comunicación      |                                                                              |
| Isabel Octavio Uranga          | Directora de Estrategia y Comunicación                                       |
| Lontzo Sainz Nieto             | Director para la Transformación Digital                                      |

### Directores generales
Hasta 1998, el director general era nombrado por el Gobierno Vasco, pasando en esa fecha mediante la Ley 8/1998, de modificación de la Ley de Creación del Ente Público Radio Televisión Vasca a ser nombrado por el Parlamento Vasco. 
| Dirección General | Inicio                   | Final                    |
| --- | ------------------------ | ------------------------ |
| Josu Zubiaur Bilbao | julio de 1982            | diciembre de 1982        |
| Andoni Areizaga Alkain | diciembre de 1982        | 26 de septiembre de 1985 |
| José María Gorordo Bilbao | 26 de septiembre de 1985 | 15 de abril de 1987      |
| Josu Ortuondo Larrea | 22 de abril de 1987      | 21 de marzo de 1991      |
| Iñaki Zarraoa Zabala | 21 de marzo de 1991      | 7 de mayo de 1999        |
| Bingen Zupiria Gorostidi (en funciones) | 7 de mayo de 1999        | 1 de julio de 1999       |
| Andoni Ortuzar Arruabarrena | 1 de julio de 1999       | 11 de enero de 2008      |
| Bingen Zupiria Gorostidi (director de ETB)Juan Luis Diego Casals (director de Estrategia y eitbnet)Mikel Agirre Arizmendi (director de Explotación e Ingeniería)Julián Beloki Guerra (director coordinador de Eusko Irratia)Juan Manuel Castilla Albisu (director de Relaciones con la Sociedad) | 11 de enero de 2008      | 23 de junio de 2009      |
| Alberto Surio de Carlos | 23 de junio de 2009      | 8 de marzo de 2013       |
| María Teresa Iturbe Mendialdua | 8 de marzo de 2013       | 2 de noviembre de 2020   |
| Jon Andoni Aldekoa de la Torre | 2 de noviembre de 2020   | presente                 |

## Amenazas y atentados
La radiotelevisión pública vasca ha sufrido varias amenazas y ataques. En la sede que ETB tuvo en Yurreta se produjeron amenazas de bomba que nunca llegaron a materializarse. También los servicios móviles se han visto afectados por ataques de grupos vinculados con ETA[cita requerida] que han llegado a lanzar cócteles molotov a las unidades móviles de ETB. 
El 31 de diciembre de 2008, pasadas las 11 de la mañana, estalló una bomba de gran potencia contenida en una furgoneta previamente robada en la sede de EITB en Bilbao. Una hora antes de la explosión un comunicante anónimo avisaba, en nombre de la organización terrorista Euskadi Ta Askatasuna (ETA) de su colocación.
 A pesar de los daños en el edificio, los informativos de radio y televisión se emitieron con relativa normalidad.
Algunos de los redactores y presentadores, así como algunos directivos, de Euskal Telebista han recibido amenazas mediante carta de la organización ETA en diferentes ocasiones.

## Polémicas
Tanto EITB como ETB han estado en el centro de alguna que otra polémica por sus contenidos y producciones audiovisuales.

### Polémica de EiTB (2017)
En 2017 la cadena ETB1 emitió un programa llamado "Euskalduna naiz, eta zu?" y uno de los episodios emitidos fue fuente de mucha polémica debido a algunas afirmaciones que se hicieron en él. La polémica fue denunciada por Unión del Pueblo Navarro (UPN), el Partido Popular del País Vasco (PP Vasco) y Covite que anunciaron que llevarían el asunto a a los tribunales y a la Comisión Europea y el PSE-EE pidió responsabilidades al ente público. El asunto llegó incluso al Senado de España. Finalmente EITB tuvo que pedir disculpas por ello.

### Betizu (2022)

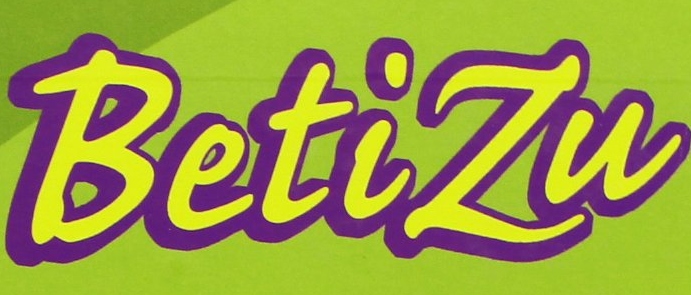
Logo del espacio Betizu de ETB1.

En 2022 surgió una pequeña polémica con el espacio Betizu de ETB1 (2001-2011). Los artistas de Betizu (presentadores, actores, cantantes, etc.) eran niños y adolescentes (artistas infantiles). Siendo ya adultos, alguno de los artistas infantiles de Betizu habló sobre el trato recibido en el programa cuando lo grababan.
La cantante y presentadora Zuriñe Hidalgo fue una de los muchos artistas infantiles de Betizu, donde estuvo desde los 11 años de edad. En 2022, siendo adulta, reconoció que no fue fácil ser parte de Betizu siendo tan joven y recriminó al programa y a la cadena ETB1 ciertos hechos, declarando que "sufría discriminación en situaciones que iban desde la forma en la que le vestían, hasta la forma en la que le trataban".